# دوروتا پومیکاوا
دوروتا پومیکاوا (لهستانی: Dorota Pomykała؛ زادهٔ ۳ ژوئیهٔ ۱۹۵۶) بازیگر اهل لهستان است. وی دانش‌آموختهٔ آکادمی ملی هنرهای نمایشی آ.س.ت. در کراکوف (۱۹۷۹) است.
از فیلم‌هایی که وی در آن‌ها نقش داشته است، می‌توان به زیبا و ثروتمند بودن بهتر است، دام، اولا بی‌ریخته، با گذشتِ روزها، از پسِ سال‌ها…، خانه کشیش، قانون حقیقی، پدر متیو، مجرد و بازیافت اشاره نمود.